# Cyanogène
Pour les articles homonymes, voir Cyanogen.
Le cyanogène est un gaz incolore toxique dont l'odeur est proche de celle de l'amande.
Le même terme cyanogène peut également désigner le radical CN. Employé comme adjectif, il caractérise en médecine la propriété de provoquer une cyanose (« bleuissement de la peau ») par diminution de l'oxygénation du sang. On parle par exemple de cardiopathie congénitale cyanogène. En zoologie, il indique la propriété de produire de l'acide cyanhydrique HCN (ex. glande cyanogène).

## Propriétés
Formule chimique : (CN)2, N≡C–C≡N.
Masse molaire : 52,04 g·mol-1.
Densité de vapeur : 1,8 (air = 1).
Température d'autocombustion : > 650 °C.
Il est soluble dans l'eau.
Il réagit avec les acides et les oxydants forts (ozone, chlorure d'hydrogène, chlorates, nitrates, nitrites, fluor) et peut ainsi entraîner une explosion (d'où une possible utilisation comme propergol pour les fusées).
Sa combustion en mélange équimolaire avec le dioxygène produit la deuxième flamme la plus chaude à 4 525 °C après celle du dicyanoacétylène N≡C–C≡C–C≡N, à 4 990 °C :
N≡C–C≡N + O2 → N2 + 2 CO.
Le cyanogène se polymérise sous l'action de rayons ultraviolets en un solide noir (paracyanogène (CN)x), qui, chauffé en vase clos, se transforme en cyanogène par une réaction limitée et réversible.

## Historique
Le cyanogène a probablement été synthétisé pour la première fois par Carl Wilhelm Scheele en 1782.
En 1802, il est utilisé pour produire du chlorure de cyanogène.
En 1815, Louis Joseph Gay-Lussac étudie les composés de la série du cyanogène. Il note que, dans toutes ses expériences, un CN reste inchangé qu'il nomme le radical cyanogène.
Depuis la fin du XIXe siècle (et encore de nos jours) il est utilisé comme précurseur de nombreux engrais : on le retrouve dans l'eau potable à des concentrations extrêmement faibles.
En 1934, Jean Dufay et Marie Bloch de l'observatoire de Lyon observent les bandes d'absorption du cyanogène dans le spectre de la Nova Herculis
,.
Le cyanogène est aussi utilisé dans la production de nitrocellulose.

## Préparation
On peut obtenir le cyanogène en laboratoire par chauffage au rouge du cyanure de mercure ou d'un mélange de cyanure alcalin et de chlorure mercurique. Il s'unit à l'hydrogène pour donner l'acide cyanhydrique. 
Combustible, il brûle en donnant de l'azote et, selon la quantité d'oxygène, du gaz carbonique ou de l'oxyde de carbone. Son hydratation est catalysée par les acides et fournit divers produits. 
En présence de bases, le cyanogène réagit comme un halogène et donne un mélange de sels d'hydracide et d'acide oxygéné :
(CN)2 + 2KOH → KCN + KOCN + H2O

## Effets d'une exposition
Le cyanogène est un gaz très toxique : il est métabolisé en cyanure et inhibe l'action de l'hémoglobine et surtout de la cytochrome oxydase, enzyme terminale de la respiration oxygénée.
Sa manipulation nécessite une protection pour les yeux et l'utilisation d'un appareil respiratoire autonome. Une inhalation provoque des troubles graves pouvant aller jusqu'à l'arrêt respiratoire et la mort.
Les risques liés à l'ingestion ne sont pas bien connus.

## Composés
- iodure de cyanogène
- bromure de cyanogène
- chlorure de cyanogène